# 祝淵 (崇禎舉人)

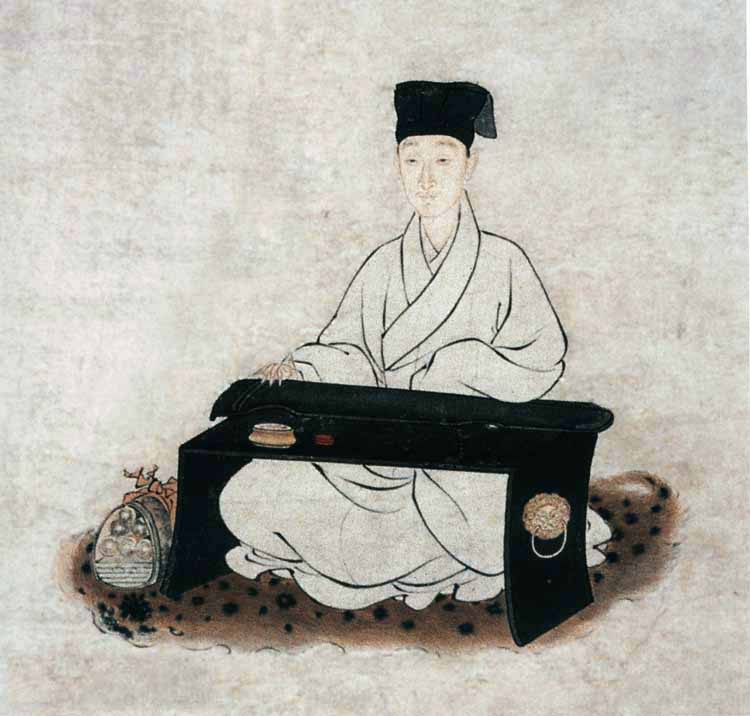
祝淵撫琴圖局部，謝斌繪，崇祯十年戊寅（1638年）。現藏浙江省博物館。

祝渊（1614年—1645年），字开美，浙江海宁县人。

## 生平
崇祯六年（1633年）癸酉科浙江鄉試举人。在北京会试時适逢刘宗周削籍，祝渊虽不识劉宗周，却抗疏争之，逮下诏狱。不久獲釋，于是拜宗周为师。
弘光元年（清顺治二年，1645年）五月，清军破南京，刘宗周绝食殉国，祝淵即寓居山阴，近依师墓。六月，清軍“長驅至浙，所至愚民翕然劫守令降附”，杭州失守，祝淵自缢殉国。

## 著作
有《祝子遗书》四卷。